# Entephria flavomixtata
Entephria flavomixtata är en fjärilsart som beskrevs av Hirschke 1899. Entephria flavomixtata ingår i släktet Entephria och familjen mätare. Inga underarter finns listade i Catalogue of Life.